# Jo de Haan

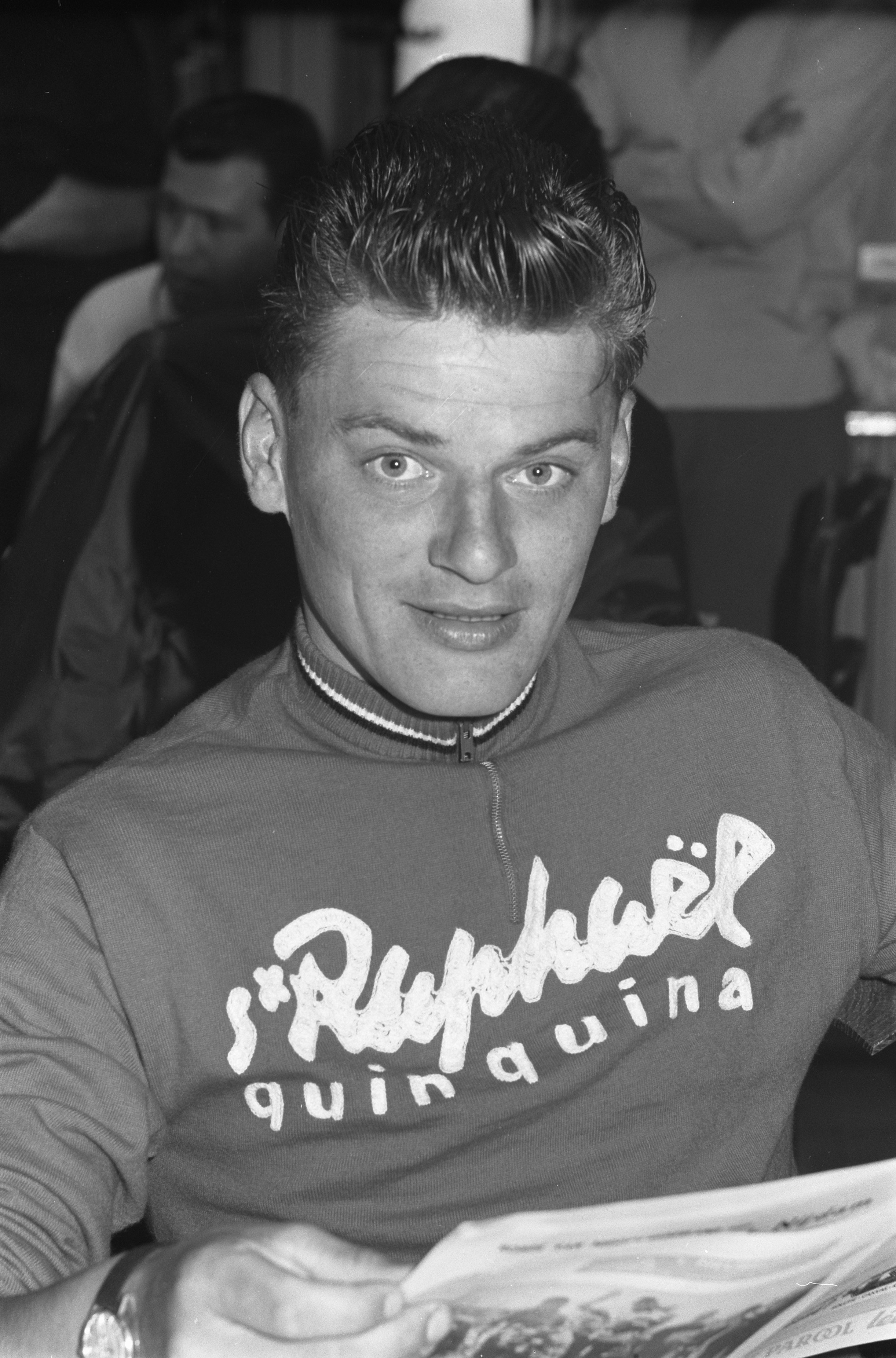
Jo de Haan, 1961

Johannes „Jo“ de Haan (* 25. Dezember 1936 in Klaaswaal; † 19. April 2006 in Huijbergen) war ein niederländischer Radrennfahrer.
1958 wurde Jo de Haan niederländischer Amateurmeister im Straßenrennen. Anschließend bekam er einen Vertrag als Profi. Seine größten Erfolge waren 1960 die Siege bei Paris–Tours und bei der Tour de Picardie sowie 1963 der dritte Platz bei den Straßenweltmeisterschaften in Ronse. Bei der WM im Jahr darauf wurde er Sechster. 1961 wurde er Dritter in der Flandern-Rundfahrt. Dreimal startete er bei der Tour de France, jedoch ohne größeren Erfolg, Platz 60 bei seinem Start 1964 für das Team Televizier blieb sein bestes Ergebnis.
De Haan war einer der ersten niederländischen Rennfahrer, der für französische Mannschaften fuhr. 1966 beendete er seine Radsportlaufbahn, nachdem er drei Jahre lang beim niederländischen Team Televizier unter dem Sportlichen Leiter Kees Pellenaars gefahren war.